# Церква Святої Трійці (Троковичі)
Свято-Троїцька церква (також церква святої Трійці) — чинна дерев'яна парафіяльна церква у с. Троковичі Житомирського району Житомирської області. Пам'ятка архітектури національного значення № 27-11. Парафія належить до Черняхівського благочиння Житомирської єпархії УПЦ МП.

## Розташування
Збудована на рівному відкритому місці в центральній частині села.

## Історія
Будівництво церкви розпочалося з того, що 1774 року на кошти місцевого священика Яновицького, поміщика Кв'ятковича зібралися громади сіл Троковичі, Некраші, Велика Горбаша, Мала Горбаша та Піщанка, щоб побудувати церкву в Троковичах — найбільшому селі, яке знаходиться в центрі території. Збудували церкву у 1791 році в ім'я Святої Трійці.
У 1896 році первинна семиверха композиція церкви була ускладнена прибудовою до південної та північної стін нави двох додаткових бічних прибудов прямокутної в плані форми, увінчаних невеликими декоративними маківками.
Щоб уберегти церкву від руйнування на початку 1930-х років, місцеві мешканці пішли на хитрість. Коли надійшов наказ знищити церкву в Троковичах, люди розібрали іконостас, поховали ікони та церковне начиння, зняли та закопали дзвони. З церкви зняли хрести і завезли у будівлю весь місцевий запас зерна. Районне керівництво пересвідчилось, що приміщення використовується як зерносховище, і скасувало наказ на руйнування.
Під час Другої світової війни приміщення церкви використовувалося як вартова вежа, неподалік розміщувався німецький обоз. Дерев'яна будівля могла легко злетіти в повітря, однак не зазнала жодних руйнувань.

## Архітектура та внутрішнє оздоблення

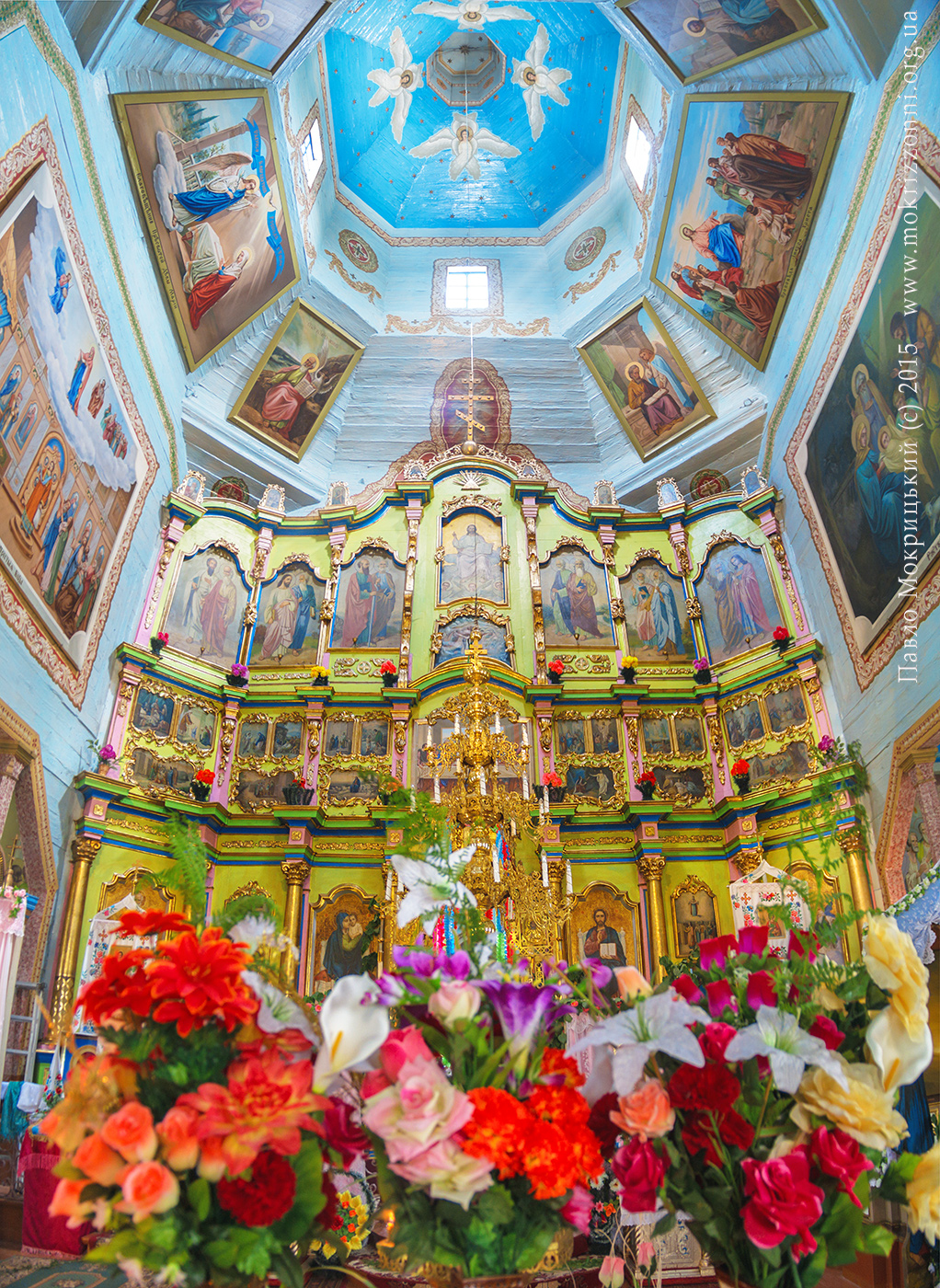
Різьблений іконостас

Первинна композиційна основа Троїцької церкви є рідкісним різновидом семизрубового семиверхого храму, що утворився в результаті творчої переробки місцевими майстрами традиційної тричастинної схеми української дерев'яної церкви з трьома рубаними верхами, в західній і східній частинах яких були влаштовані по дві симетрично розташовані рубані башти квадратної в плані форми з невеликими однозаломними верхами. Обидві західні башти утворюють в інтер'єрі своєрідні просторові осередки бабинця і хорів (відповідно на першому і другому ярусах), а східні — використовуються як допоміжні приміщення при вівтарі (пономарні та ризниці).
Відносно просте композиційне і конструктивне рішення цих елементів відтіняє основний, тричастинний об'єм Троїцької церкви. Три головні приміщення пам'ятника перекриті розвиненими двозаломними верхами восьмигранної форми, які помітно відрізняються від бічних веж по висоті і ступеню композиційної складності. Основне місце серед декоративних елементів займає складної форми фігурний виріз у західній стіні нефа, утримуваний в центральній частині двома різьбленими стовпчиками.
У 1896 році первинна семиверха композиція храму була ускладнена прибудовою до південної й північної стін нефа двох додаткових бічних прибудов прямокутної в плані форми, увінчаних невеликими декоративними главами. Одночасно з цим західна, двоярусна частина Троїцької церкви (з бабинцем на першому і хорами на другому ярусі) була значно розширена в західному напрямі, а головний вхід споруди був акцентований високим триярусним об'ємом шатрової дзвіниці з монументальним крильцем на двох колонках. Аналогічні парадні входи були влаштовані в обох бічних прибудовах пам'ятки, отримавши в результаті ремонту 1896 року своєрідну об'ємно-просторову структуру з десятимаківковими завершенням.